# Federazione di baseball di Cuba
La Federazione cubana di baseball (spa. Federación Cubana de Béisbol) è un'organizzazione fondata per governare la pratica del baseball e del softball a Cuba.
Organizza il campionato maschile e di softball femminile, e pone sotto la propria egida la nazionale maschile e di softball femminile.